# 马西伊
马西伊（法語：Marcilly，法語發音：[maʁsiji] ⓘ）是法国塞纳-马恩省的一个市镇，属于莫城区。

## 地理
马西伊（49°2'13"N, 2°52'39"E）面积6.93 平方千米，位于法国法蘭西島大區塞纳-马恩省，该省份为法国北部内陆省份，北起瓦兹省，西接埃松省、马恩河谷省、塞纳-圣但尼省和瓦兹河谷省，南至卢瓦雷省，东南接约讷省，东临马恩省和奥布省，东北接埃纳省。
与马西伊接壤的市镇（或旧市镇、城区）包括：皮雪、巴尔西、杜伊拉拉梅、埃特雷皮伊、福尔夫里、热夫尔勒沙皮特尔。

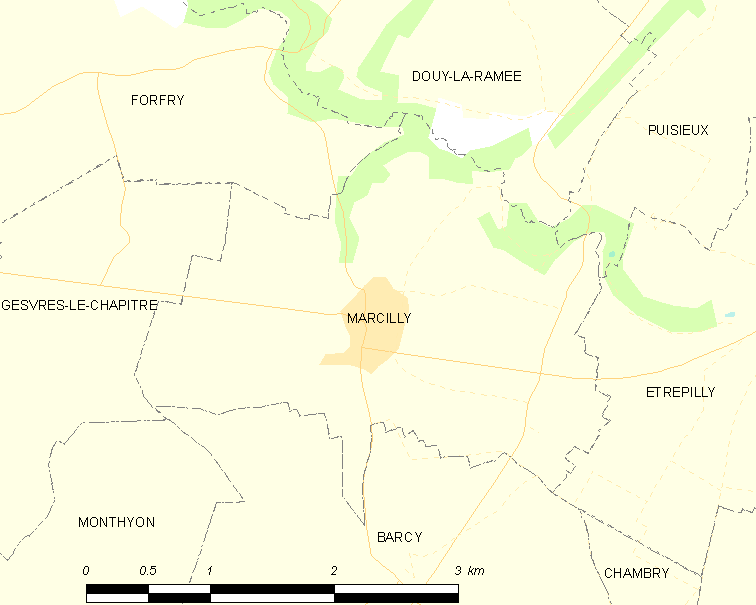
马西伊的OSM定位图

马西伊的时区为UTC+01:00、UTC+02:00（夏令时）。

## 行政
马西伊的邮政编码为77139，INSEE市镇编码为77274。

## 政治
马西伊所属的省级选区为拉费泰苏茹阿尔县。

## 人口

1962-2008年间马西伊人口变化图示

马西伊于2022年1月1日时的人口数量为463人。